# Ковальчук, Всеволод Львович
Всеволод Львович Ковальчу́к (30 марта 1909, Одесса, Херсонская губерния — 31 июля 1976, Одесса) — советский оператор документального кино. Лауреат Сталинской премии второй степени (1941).

## Биография
В. Л. Ковальчук родился 16 (30) марта 1909 года в Одессе в семье учителя. В 1929 году окончил операторский факультет Одесского ГТК. Работа на Одесской киностудии (1930), Киевской студии кинохроники (1931—1934), Горьковской студии кинохроники (1934—1939), Украинской студии кинохроники (1939—1941), начальником Одесского корреспондентского пункта Укркинохроники (1944—1976). Снял более 1 000 сюжетов для киножурналов «Советская Украина» и «Новости дня». Был членом СК УССР. 
В. Л. Ковальчук умер 31 июля 1976 года в Одессе. Захоронен на Втором Христианском кладбище.

## Награды и премии
- Сталинская премия второй степени (1941) — за съёмки документального фильма «На Дунае» (1940).

## Фильмография
- Обойдёмся без них
- Искусственные пастбища
- Ленинским путём
- Колхозные таланты
- На Дунае
- На родной земле
- Здравствуй, Родина !
- На морских рубежах
- Рассказы об одной семье
- Морской ветер
- До свидания, корабли !